# カトリーヌ・コラール
カトリーヌ・コラール（Catherine Collard, 1947年8月11日 - 1993年10月10日）はフランスのピアニスト。
14歳でパリ音楽院に入学してイヴォンヌ・ルフェビュールとジェルメーヌ・ムニエに師事。1964年にピアノ科で、1966年に室内楽で首席を獲得。数々のコンクール受賞歴を誇るとともに、世界中の演奏会場や音楽祭で演奏活動に取り組んだ。しばしばアンヌ・ケフェレックと4手のためのピアノ曲を演奏しており、まったく演奏様式の異なるジョルジュ・シフラとも深い親交があった。ソリストとしては、ハイドンやシューマン、ドビュッシーの抒情的で抑制の効いた演奏によって通好みのする演奏家として著名であったが、最晩年には、ナタリー・シュトゥッツマンの伴奏ピアニストとして、いっそう有名になった。亡くなるまでサン・モール音楽院の教授を務めた。死因は癌だった。